# 加菲爾德鎮區 (愛荷華州艾達縣)
加菲爾德鎮區（英語：Garfield Township）是位於美國愛荷華州艾達縣的一個行政鎮區。

## 地方資料
根據2010年美國人口普查的數據，加菲爾德鎮區的面積為91.74平方千米，當中陸地面積為91.17平方千米，而水域面積為0.57平方千米。當地共有人口129人，而人口密度為每平方千米1.41人。